# Djupeträskesjön
Djupeträskesjön är en sjö i Oskarshamns kommun i Småland och ingår i Virån-Emåns kustområde. Sjön är 14,3 meter djup, har en yta på 0,13 kvadratkilometer och är belägen 17 meter över havet.

## Delavrinningsområde
Djupeträskesjön ingår i det delavrinningsområde (634946-153601) som SMHI kallar för Mynnar i havet. Medelhöjden är 47 meter över havet och ytan är 44,15 kvadratkilometer. Det finns inga avrinningsområden uppströms utan avrinningsområdet är högsta punkten. Avrinningsområdets utflöde Döderhultsbäcken mynnar i havet. Avrinningsområdet består mestadels av skog (70 procent). Avrinningsområdet har 0,9 kvadratkilometer vattenytor vilket ger det en sjöprocent på 2 procent. Bebyggelsen i området täcker en yta av 3,82 kvadratkilometer eller 9 procent av avrinningsområdet.